# Jean Romilly
Jean Romilly (n. 27 iunie 1714, Geneva – d. 16 februarie 1796, Paris) a fost un ceasornicar elvețian de origine franceză, inventatorul orologiului cu secundar (1755).